# Junne

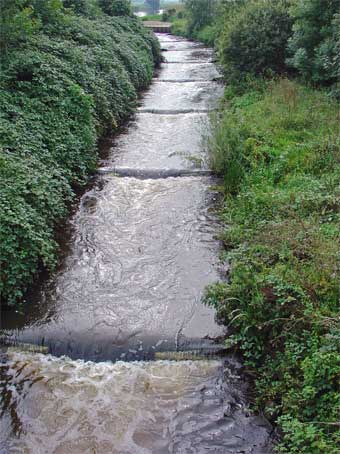
Een vistrap bij de stuw in de Vecht
bij Junne

Junne is een zeer oude buurtschap in de gemeente Ommen
in de Nederlandse provincie Overijssel. De buurtschap ligt in een bocht van de Vecht. Deze rivier
is vanaf de monding bij Zwolle tot de stuw bij Junne
bevaarbaar voor schepen.

## Aantal inwoners
Op 1 januari 2006 bedroeg het aantal inwoners van Junne 94.

In 2009 waren dat er 80, in 2010 70, in 2011, 2012 en 2015 75, 2021 85, 2022 80, 2023 90. 

## Geschiedenis
In 1759 kreeg het erve Hoyers het recht van havezate, waarna het als Oosterveen te boek stond. De goederen die onder de havezate vielen, kwamen in 1873 in  eigendom van de familie Lüps. In 1931 is het landgoed in handen gekomen van baron M. Bentinck tot Buckhorst uit Beerze. Na de dood van Mw. Bentinck op 29 juni 1938 is het landgoed voor 400.000 gulden verkocht aan verzekeringsmaatschappij Amstleven, het latere Delta Lloyd, nu Nationale-Nederlanden. Medio 2018 is het landgoed verkocht aan verzekeraar a.s.r. voor 25 miljoen euro. Voor de Tweede Wereldoorlog was er in Junne een werkverschaffingskamp, waar op het landgoed van de verzekeringsmaatschappij met rijkssteun en onder leiding van de Nederlandse Heidemaatschappij werkloze arbeiders uit het westen ontginningswerkzaamheden moesten verrichten.
In de bossen rond Junne werd tot eind jaren 60 hout gekapt dat vooral werd gebruikt als mijnhout voor de mijnen in Limburg. Het hout werd per trein vervoerd vanaf de bij de kruising van Beerzerweg en Nieuwe Hammerweg gelegen stopplaats. Het haltegebouw (niet meer dan een uitgebouwde wachterswoning) aan de spoorlijn Zwolle - Stadskanaal is in 1963 afgebroken.
Enkele boerderijen en woningen in Junne en Stegeren zijn in particuliere handen.

## Afbeeldingen

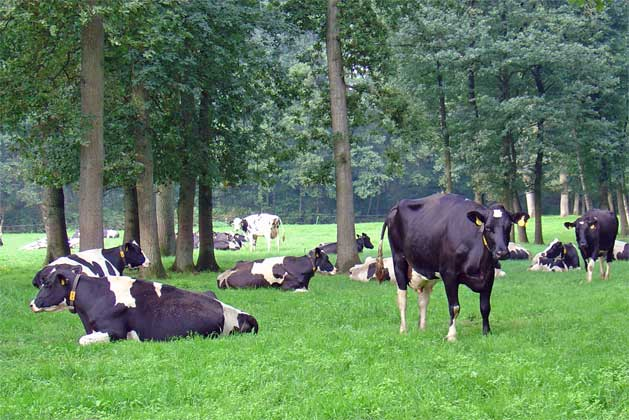
Het landschap in de directe omgeving
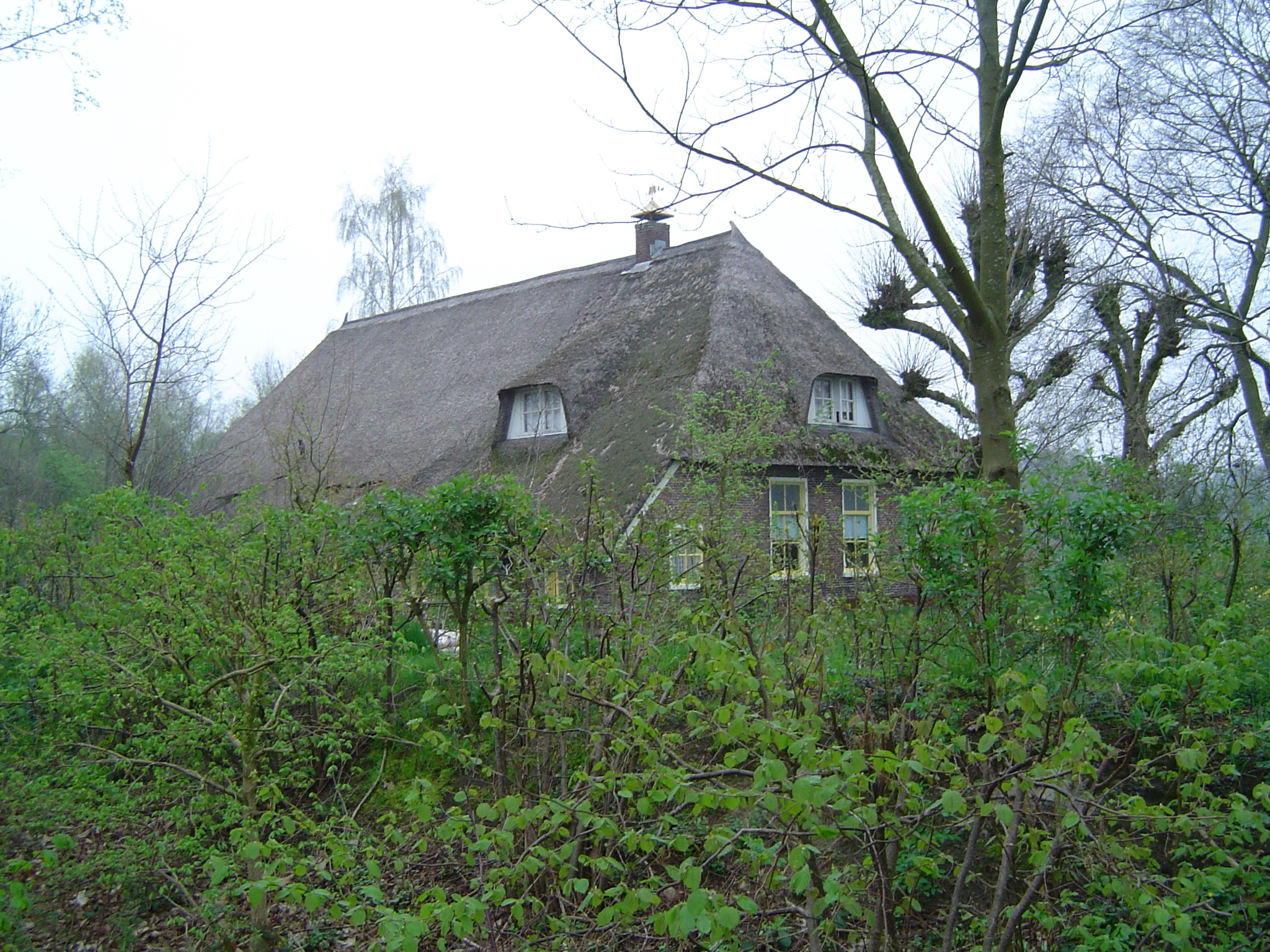
Oude boerderij, 2005
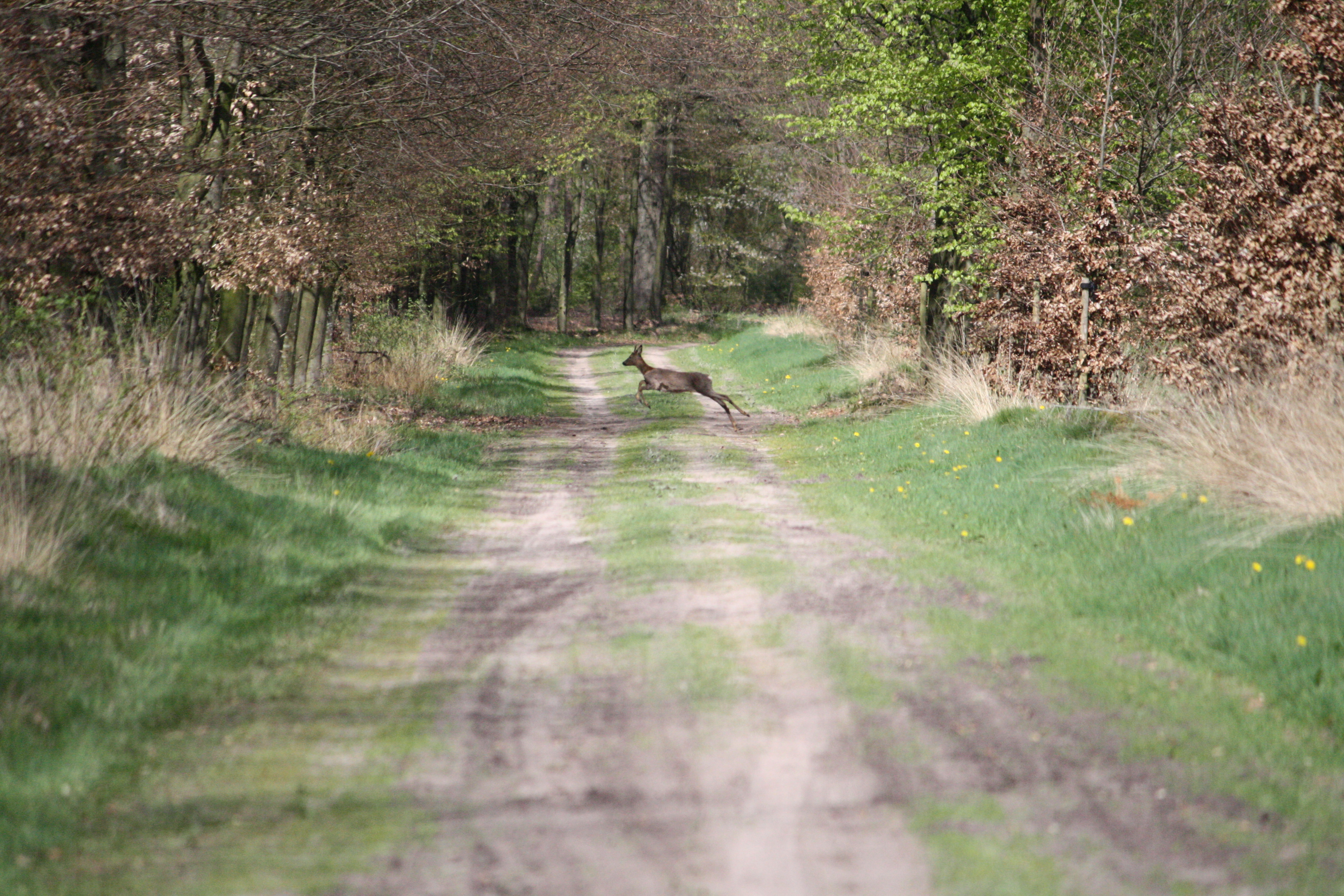
Ree nabij Junne, april 2014
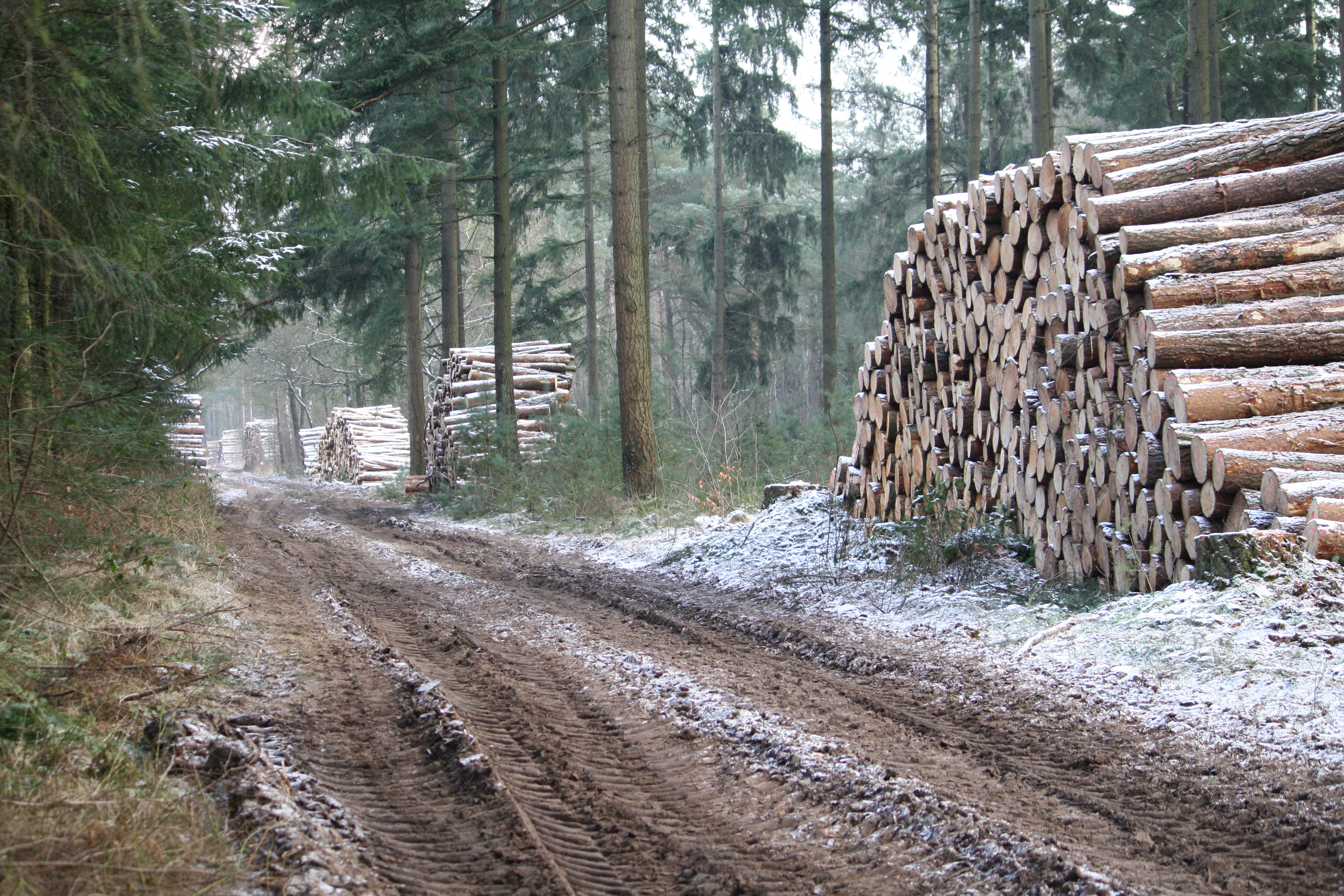
Houtkap, Junne, januari 2013
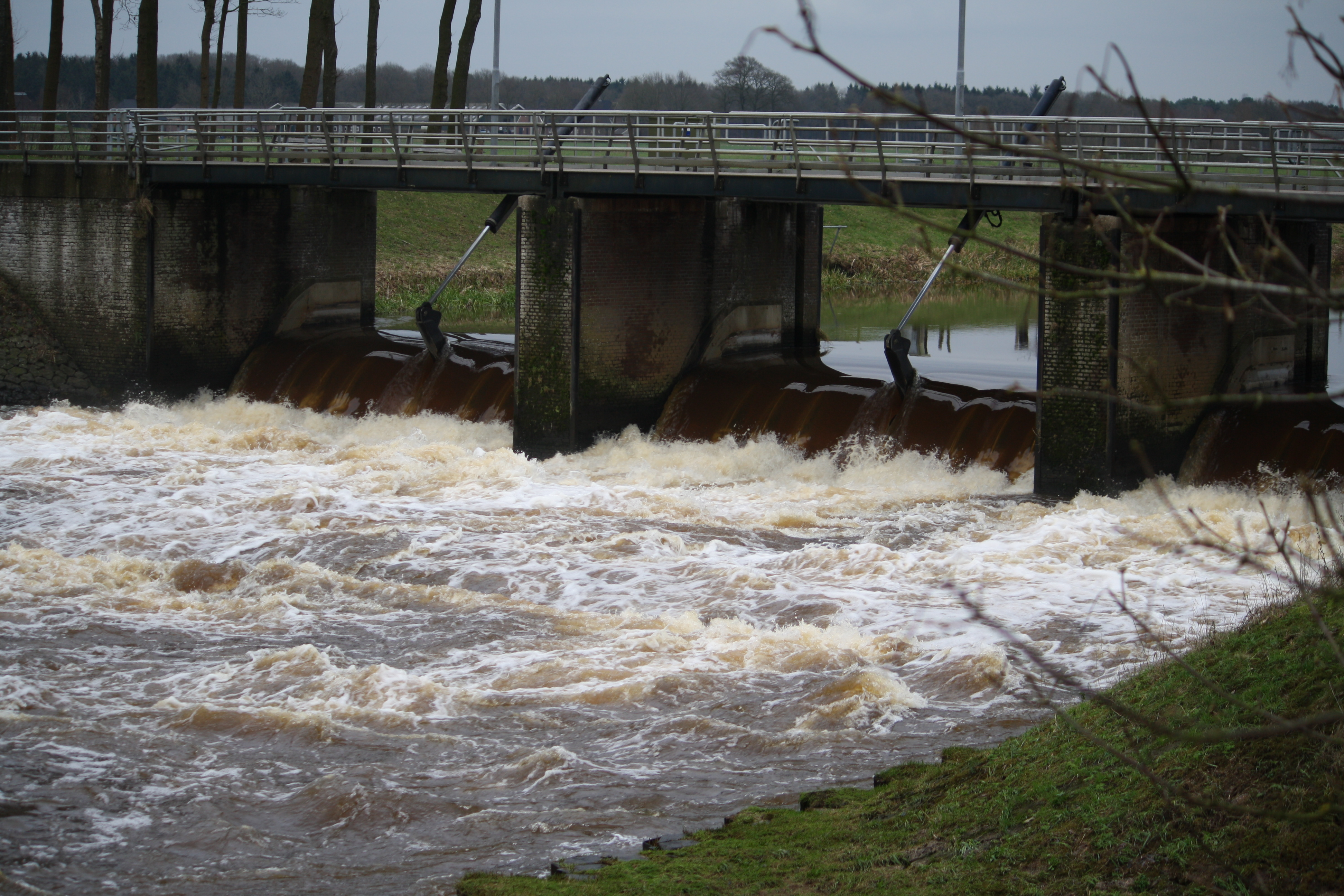
Stuw, december 2014

## Stuw
Het gebied rond de stuw van Junne is aangemerkt als Natura 2000 gebied, het waterschap Vechtstromen wil de juiste omstandigheden creëren voor het ontstaan van bijzondere natuur,
de visie is: de Vecht als veilige en halfnatuurlijke laaglandrivier in te richten.

Bij de stuw in de Vecht bij Junne is in 2020-2021 een nevengeul van 3,3 km lengte aangelegd met een tweede brug en een tweede vistrap.
Ter plaatse van de uitmonding van de nevengeul in de Vecht wordt
een kano-oversteekplaats aangelegd. Dit nieuwe inrichtingsplan is bedoeld
om de bestaande landschapselementen rond Junne aantrekkelijker te maken,
ook in ecologisch opzicht. Naast het plaatselijke toerisme (wandelaars,
fietsers) is de stuw bij Junne vooral bij sportvissers populair geworden.

De bestaande vistrap is vernieuwd en in 2017 - 2018 is een zelfbedienbare sluis (vlinderklep principe) gebouwd om aan kleine boten van waterrecreanten de mogelijkheid bieden om de stuw
te passeren. De sluis is 24 juni 2019 in gebruik genomen, het verval van de sluis is 1,85 m., de breedte is 3,60 m. en de drempeldiepte (doorvaartdiepte) is 1 m.
Het unieke ontwerp is van medewerkers van het waterschap en technici van machinefabriek Stork en waterbouwkundig bedrijf SPIE.

## Afbeeldingen stuw en omgeving

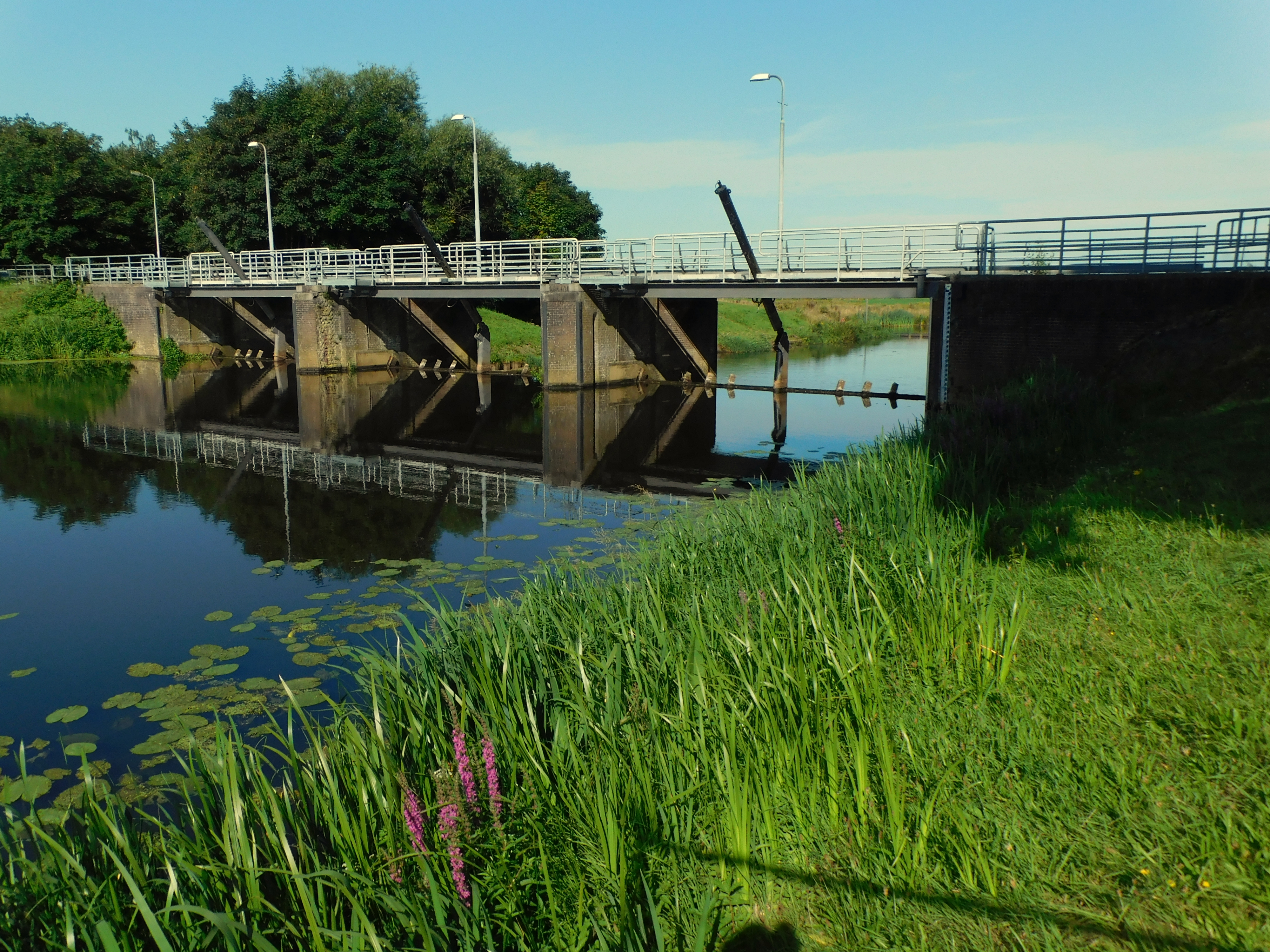
Junne stuw
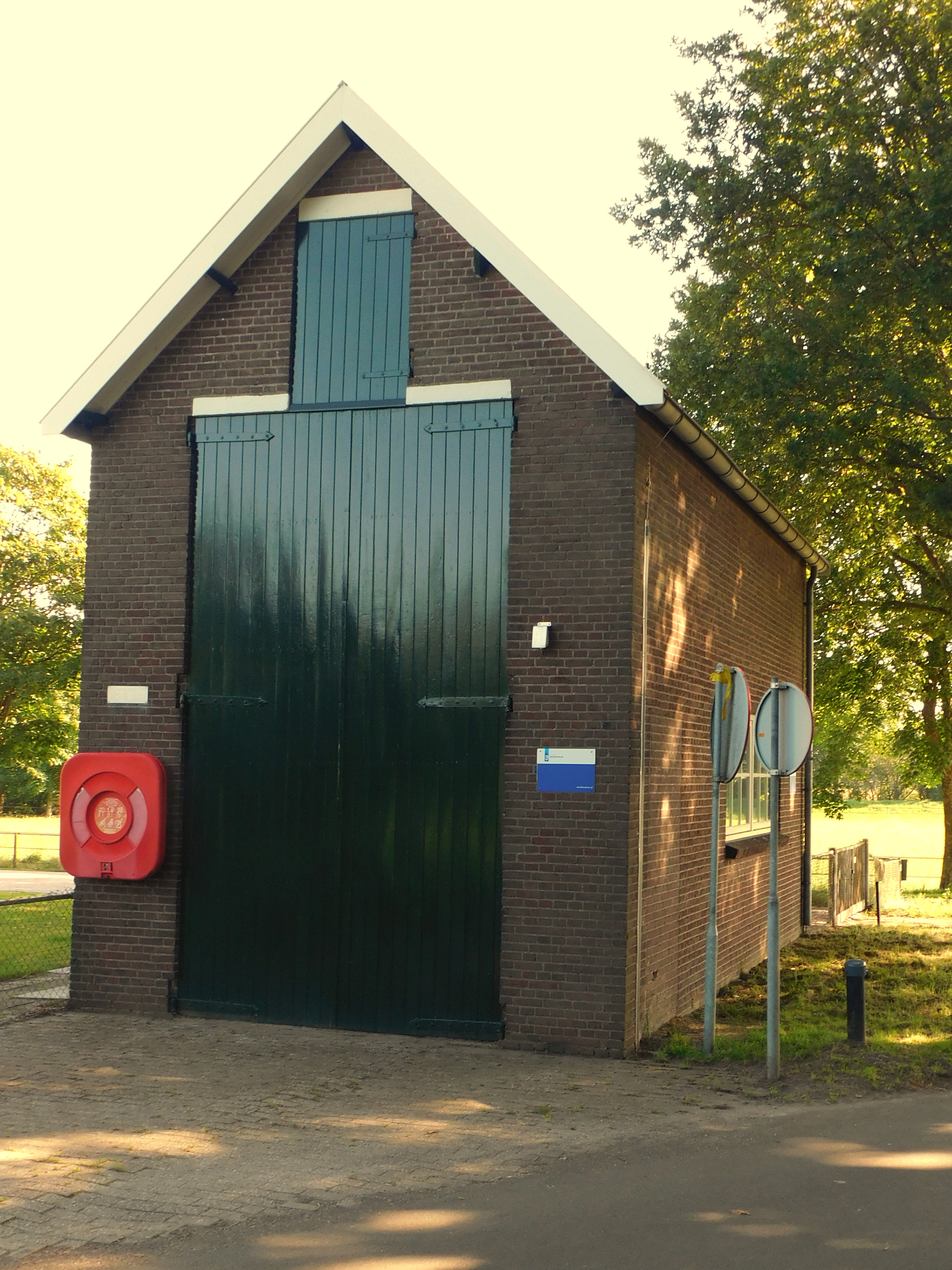
Junne schuivenloods
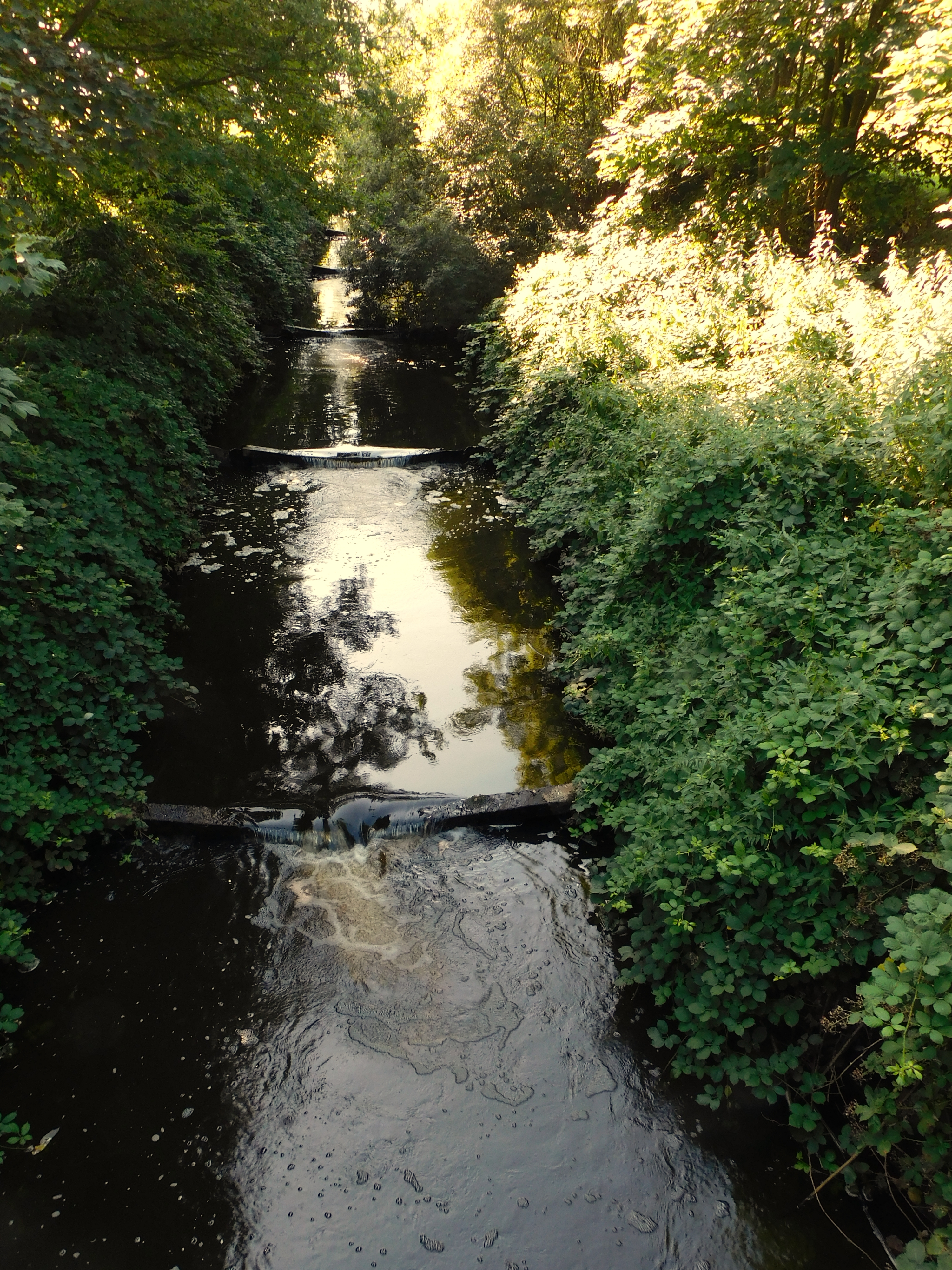
Junne bestaande visstrap
werking sluis
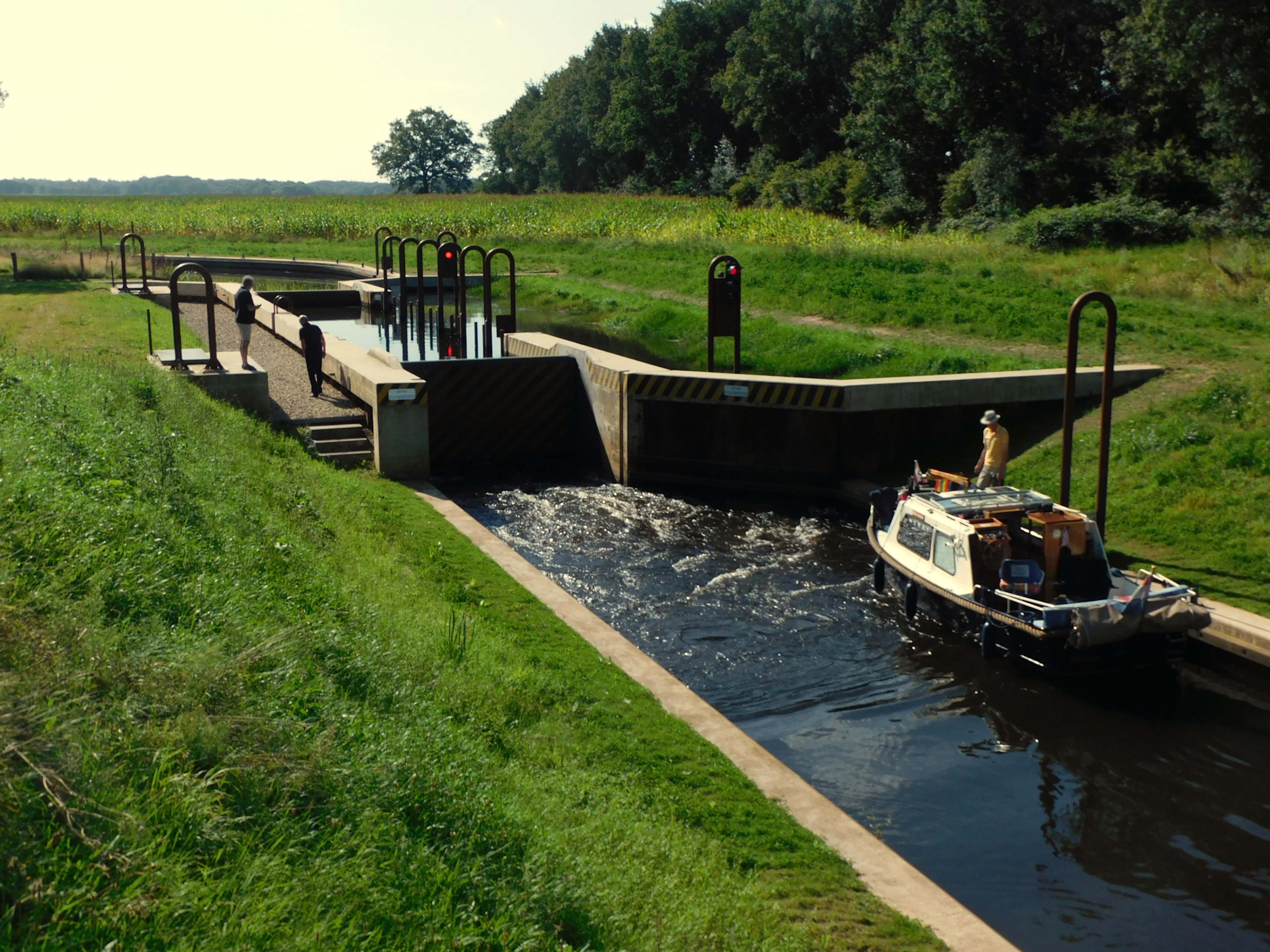
Junne sluis legen kolk
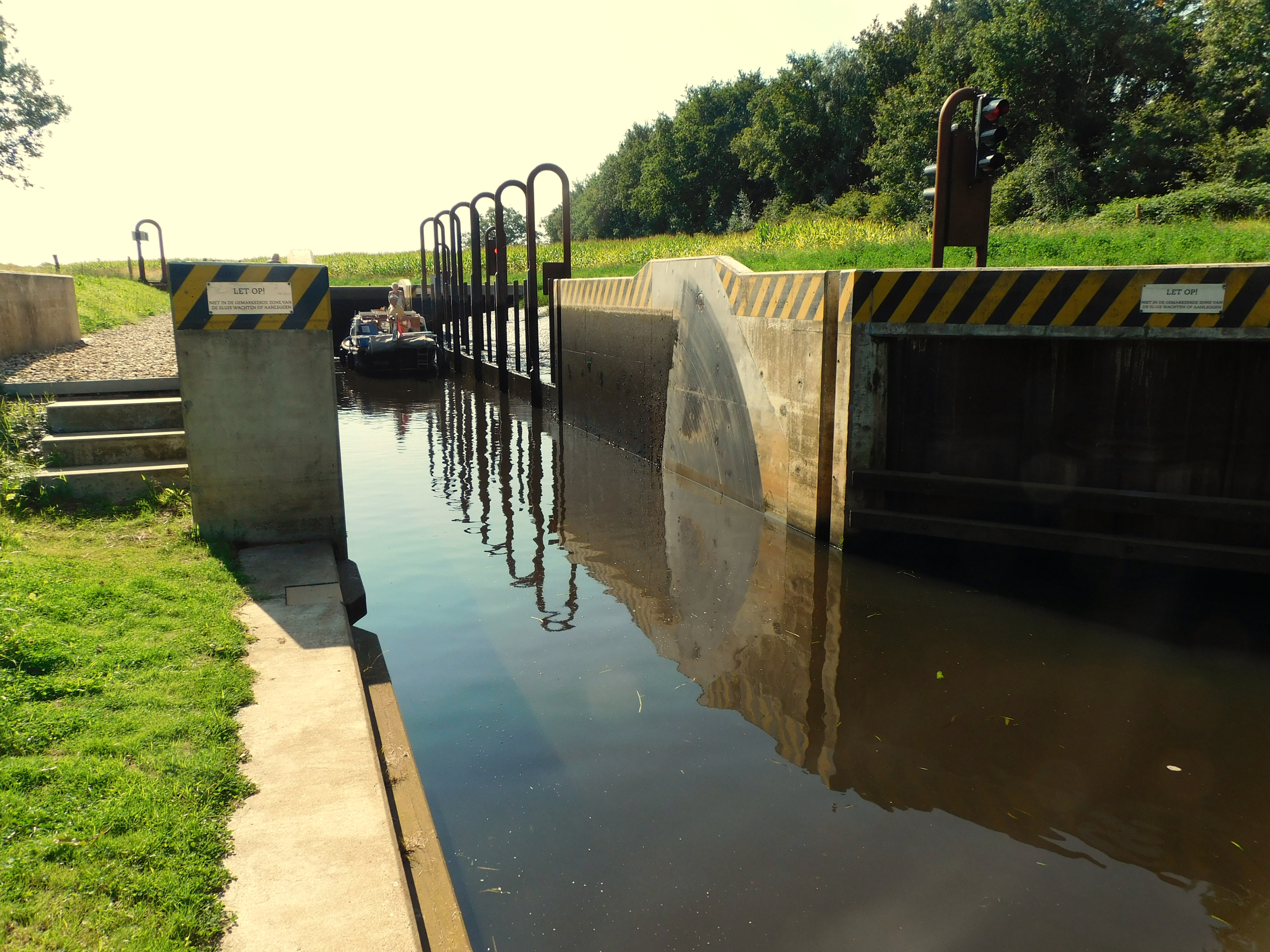
Junne sluis bootje ingevaren
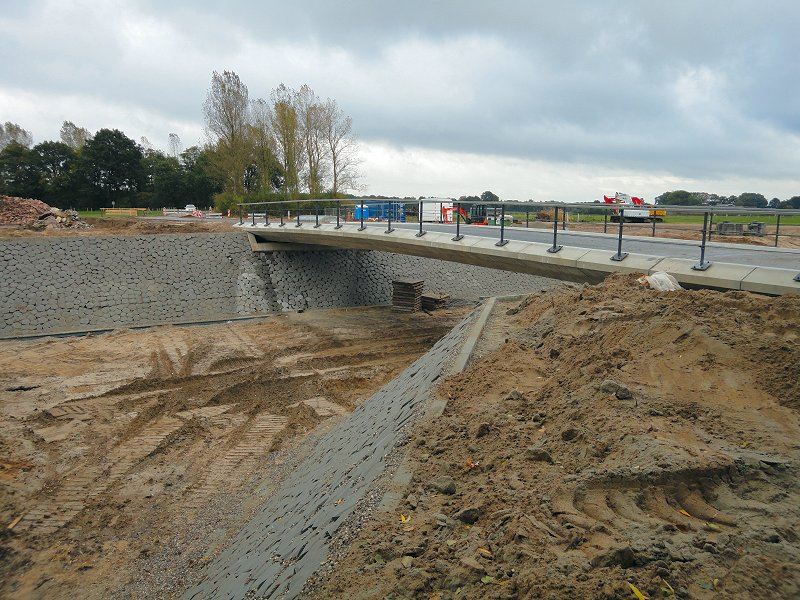
Nieuwe brug bij nevengeul
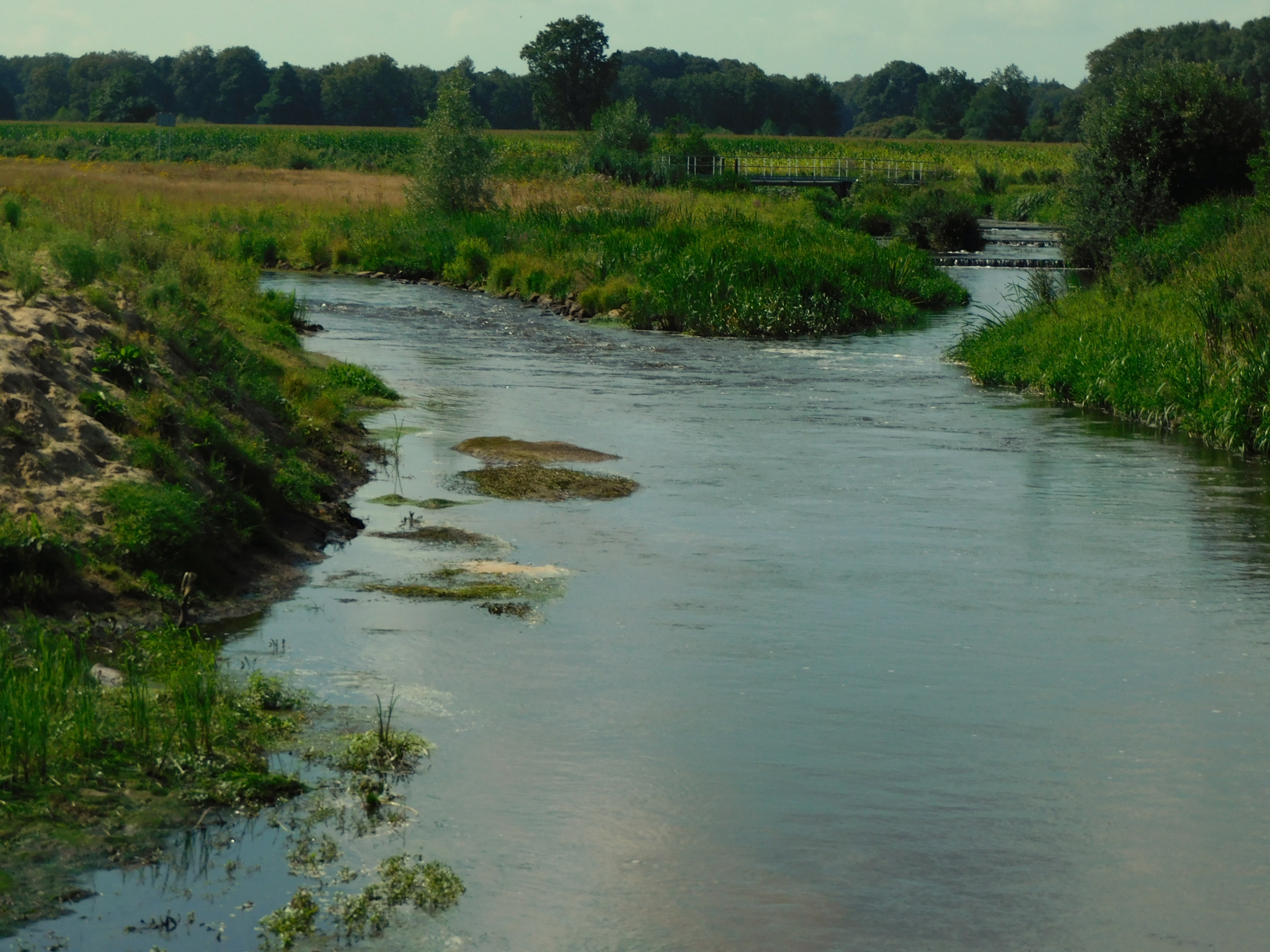
Junne nevengeul en visstuw